# Chaetochlorops
Chaetochlorops là một chi ruồi trong họ Chloropidae.